# Patinação de velocidade nos Jogos Pan-Americanos de 2023 - 500 m + distância feminino
A competição dos 500 m + distância feminino da patinação de velocidade integrou o programa da patinação sobre rodas nos Jogos Pan-Americanos de 2023 e foi disputada em 5 de novembro de 2023 no Patinódromo, em Ñuñoa. Um total de 11 patinadoras de 10 Comitês Olímpicos Nacionais (CON) participaram do evento.

## Calendário
Horário local (UTC−3).
| Data          | Hora  | Fase         |
| ------------- | ----- | ------------ |
| 5 de novembro | 9:00  | Qualificação |
| 5 de novembro | 10:10 | Semifinais   |
| 5 de novembro | 11:10 | Finais       |

## Medalhistas
| Ouro   | USA Erin Jackson |
| Prata  | ECU María Arias  |
| Bronze | COL Geiny Pájaro |

## Resultados

### Qualificação
As oito patinadoras mais rápidas avançaram para as semifinais.
| Pos. | Patinadora        | CON                                 | Tempo  | Dif.   | Notas |
| ---- | ----------------- | ----------------------------------- | ------ | ------ | ----- |
| 1    | María Arias       | ECU Equador                         | 45.761 |        | Q     |
| 2    | Valeria Rodríguez | COL Colômbia                        | 45.904 | +0.143 | Q     |
| 3    | Ivonne Nóchez     | ESA El Salvador                     | 45.912 | +0.151 | Q     |
| 4    | Wilmary Toro      | VEN Venezuela                       | 46.031 | +0.270 | Q     |
| 5    | Romina Pérez      | CHI Chile                           | 46.326 | +0.565 | Q     |
| 6    | Erin Jackson      | USA Estados Unidos                  | 46.643 | +0.882 | Q     |
| 7    | Geiny Pájaro      | COL Colômbia                        | 46.704 | +0.943 | Q     |
| 8    | Mariela Casillas  | MEX México                          | 46.949 | +1.188 | Q     |
| 9    | Aylén Tuya        | ARG Argentina                       | 47.156 | +1.395 |       |
| 10   | Adriana Cantillo  | CUB Cuba                            | 47.172 | +1.411 |       |
| 11   | Dalia Soberanis   | EAI Equipe de Atletas Independentes | 47.176 | +1.415 |       |

### Semifinais
As duas melhores patinadoras de cada uma das baterias semifinais avançaram para a Final A; as restantes disputaram a Final B (fora da disputa por medalhas).
| Pos. | Bat. | Patinadora        | CON                | Tempo  | Dif.   | Notas |
| ---- | ---- | ----------------- | ------------------ | ------ | ------ | ----- |
| 1    | 1    | Geiny Pájaro      | COL Colômbia       | 45.778 |        | Q     |
| 2    | 1    | Erin Jackson      | USA Estados Unidos | 45.838 | +0.060 | Q     |
| 3    | 1    | Valeria Rodríguez | COL Colômbia       | 46.005 | +0.227 | q     |
| 4    | 1    | Ivonne Nóchez     | ESA El Salvador    | 46.260 | +0.482 | q     |
| 5    | 2    | María Arias       | ECU Equador        | 46.676 | +0.898 | Q     |
| 6    | 2    | Wilmary Toro      | VEN Venezuela      | 46.720 | +0.942 | Q     |
| 7    | 2    | Romina Pérez      | CHI Chile          | 46.894 | +1.116 | q     |
| 8    | 2    | Mariela Casillas  | MEX México         | 47.128 | +1.350 | q     |

### Finais
As patinadoras mais rápidas da Final A obtiveram as medalhas.
Final B
| Pos. | Patinadora        | CON             | Tempo  | Dif.   |
| ---- | ----------------- | --------------- | ------ | ------ |
| 1    | Ivonne Nóchez     | ESA El Salvador | 46.385 |        |
| 2    | Valeria Rodríguez | COL Colômbia    | 46.399 | +0.014 |
| 3    | Romina Pérez      | CHI Chile       | 46.481 | +0.096 |
| 4    | Mariela Casillas  | MEX México      | 46.772 | +0.387 |

Final A
| Pos.              | Patinadora   | CON                | Tempo  | Dif.   |
| ----------------- | ------------ | ------------------ | ------ | ------ |
| Medalha de ouro   | Erin Jackson | USA Estados Unidos | 45.518 |        |
| Medalha de prata  | María Arias  | ECU Equador        | 45.632 | +0.114 |
| Medalha de bronze | Geiny Pájaro | COL Colômbia       | 45.723 | +0.205 |
|                   | Wilmary Toro | VEN Venezuela      | DSQ    |        |